# Aspila prorupta
Aspila prorupta là một loài bướm đêm trong họ Noctuidae.